# Helgi Daníelsson
Helgi Valur Daníelsson, født den 13 juli 1981 i Uppsala, er en islandsk tidligere fodboldspiller.
Daníelssons moderklub er Fylkir. Han forlod denne i 1998 for at spille i engelske Peterborough United, hvor han spillede frem til 2003, hvorefter han vendte tilbage til Fylkir i maj 2003. I 2006 blev han købt af svenske Öster. Han blev i december 2007 solgt til IF Elfsborg, hvor han spillede indtil januar 2010. Elfsborg solgte ham til den tyske klub Hansa Rostock, men blot et halvt år senere gik han transferfri til AIK. I juli 2013 blev han solgt til Belenenses i Portugal. Den 28. august 2014 blev han præsenteret som ny spiller i AGF. Han har spillet 33 kampe på det islandske A-landshold.